# Beautiful Disaster (Fedez e Mika)
Beautiful Disaster è un singolo del rapper italiano Fedez e del cantautore britannico Mika, pubblicato il 4 dicembre 2015 come secondo estratto dalla riedizione del quarto album in studio di Fedez Pop-Hoolista.

## Descrizione
Il brano, prodotto dal duo Takagi & Ketra, racconta la storia della fine del mondo. Nonostante cantino un momento apocalittico gli autori Fedez e Mika riescono a vedere il lato romantico e a descrivere emozioni e sentimenti positivi che convivono col disastro.

## Video musicale
Il videoclip, diretto da Mauro Russo, trae ispirazione dal film Melancholia di Lars von Trier, cui il mondo sta per essere distrutto a causa della collisione della Terra con un altro, enorme, corpo celeste, mentre si diramano alcune storie toccanti nella loro semplice quotidianità, come una coppia che si sposa e un'altra che mette al mondo un bambino.

## Classifiche
| Classifica (2015) | Posizione massima |
| ----------------- | ----------------- |
| Italia            | 5                 |